# Дмитровка (Измаильский район)
Дмитровка (română Dumitrești; укр. Дмитрівка) — село в Килийской городской общине Измаильского района Одесской области Украины.
Население по переписи 2001 года составляло 3144 человека. Почтовый индекс — 68330. Телефонный код — 4843. Занимает площадь 2,56 км². Код КОАТУУ — 5122381201.

## Население и национальный состав
По данным переписи населения Украины 2001 года распределение населения по национальному составу было следующим (в % от общей численности населения):
По Дмитровскому сельскому совету: общее количество жителей — 3119 чел., из них молдаване (румыны) — 3042 чел. (97,53 %); русские — 21 чел. (0,67 %); украинцев — 8 чел. (0,26 %);  болгар — 6 чел. (0,19 %); гагаузов — 1 чел. (0,03 %); другие — 41 чел (1,32 %).
По данным переписи населения Украины 2001 года распределение населения по родному языку было следующим (в % от общей численности населения):
По Дмитровскому сельскому совету: молдавский (румынский) — 92,27 %; украинский — 2,35 %; русский — 1,56 %; румынский — 1,27 %;  цыганский — 1,11 %; болгарский — 0,38 %; гагаузский — 0,13 %;  белорусский — 0,03 %;  словацкий — 0,03 %.

## Местный совет
68330, Одесская обл., Килийский р-н, с. Дмитровка, ул. Калинина, 108б